# Селиваново (Галичский район)
Селива́ново — деревня в Степановском сельском поселении Галичского района Костромской области России.

## География
Деревня расположена у реки Олешанка.

## История
В первой половине XIX века усадьба Селиваново принадлежала помещикам Верховским. В 1839 году владелица усадьбы Н. С. Верховская была убита своими крепостными за жестокое обращение со ними.
Согласно Спискам населенных мест Российской империи в 1872 году усадьба Селиваново относилась к 1 стану Галичского уезда Костромской губернии. В ней числился 1 двор, проживало 11 мужчин и 13 женщин.
Согласно переписи населения 1897 года в сельце Селиваново проживало 11 человек (6 мужчин и 5 женщин).
Согласно Списку населенных мест Костромской губернии в 1907 году сельцо Селиваново относилось к Вознесенской волости Галичского уезда Костромской губернии. По сведениям волостного правления за 1907 год в нём числилось 2 крестьянских двора и 11 жителей. Основным занятием жителей сельца, помимо земледелия, был плотницкий промысел.
До муниципальной реформы 2010 года деревня входила в состав Толтуновского сельского поселения.

## Население
Численность населения деревни менялась по годам:
| Население по годам  |      |      |      |      |      |
| Год                 | 1877 | 1897 | 1907 | 2008 | 2012 |
| Жителей             | 24   | 11   | 11   | 2    | 0    |
| Крестьянских дворов | 1    | —    | 2    | —    | —    |

| 2008 | 2010 | 2012 | 2014 |
| ---- | ---- | ---- | ---- |
| 2    | ↘0   | →0   | →0   |